# Sufetula

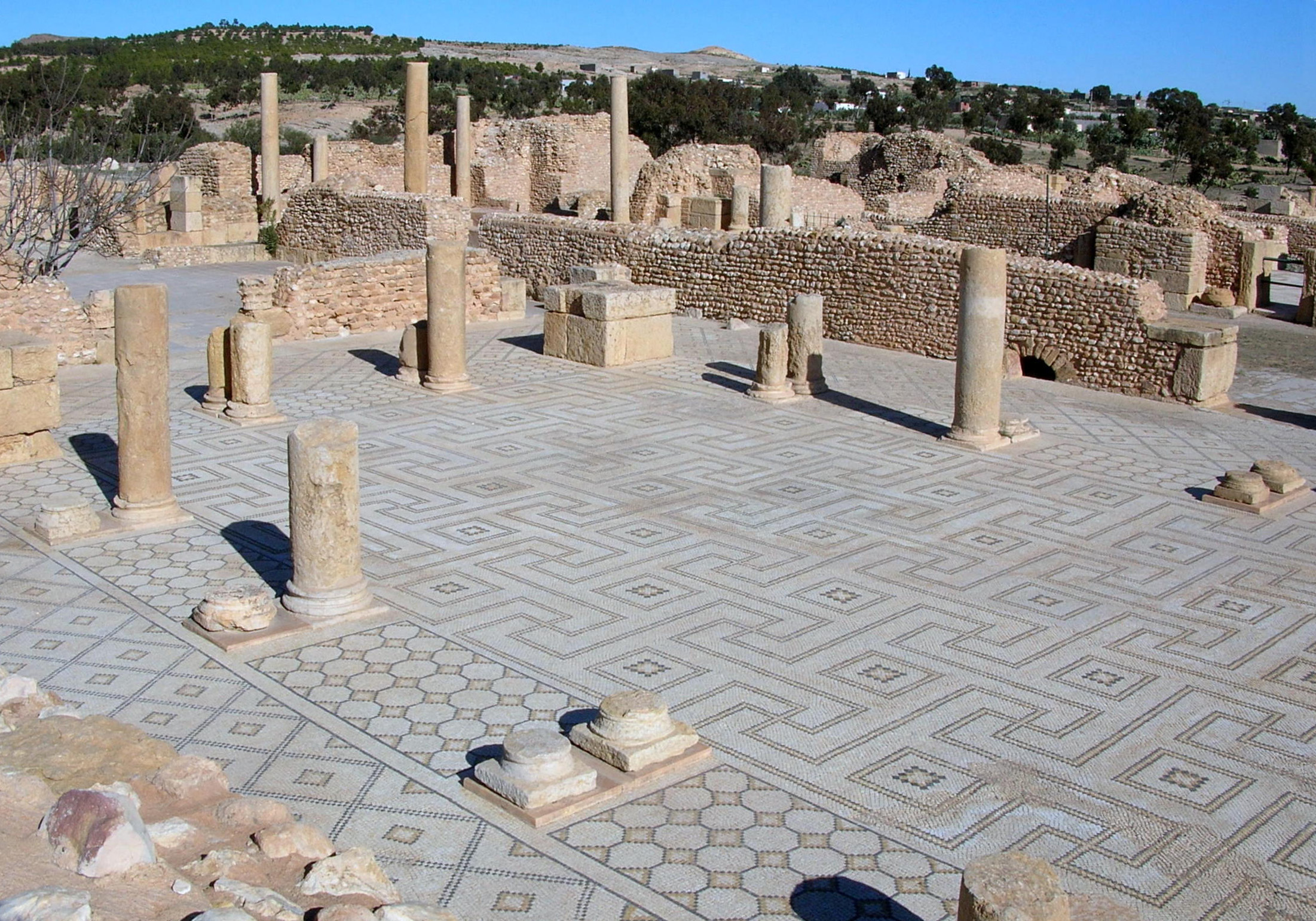
Palästra der Großen Thermen

Sufetula (arabisch سبيطلة, DMG Subaiṭila) war eine antike Stadt in Nordafrika in der römischen Provinz Africa proconsularis bzw. in der Spätantike Byzacena in der Nähe des heutigen Sbeitla in Tunesien.

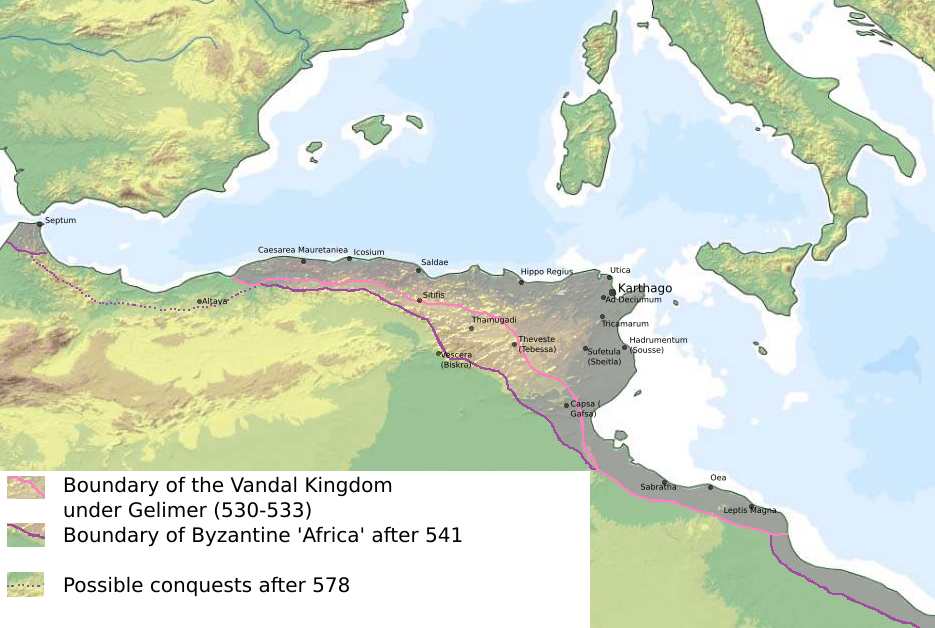
Sufetula in der Spätantike

In der römischen Kaiserzeit wurde Sufetula zu einer blühenden Stadt, die bis in die Spätantike bestand, als es Sitz eines Bischofs wurde (auf das Bistum geht das gleichnamige Titularbistum der römisch-katholischen Kirche zurück). Der rebellische Exarch Gregor von Karthago machte die Stadt zu seiner Residenz; wo er im Jahr 647 von den Arabern vernichtend geschlagen wurde.
Umfangreiche Reste der Stadtanlage aus römischer und byzantinischer Zeit sind erhalten, darunter das Forum.